# Sinus Meridiani
 Sinus Meridiani es una característica de albedo en Marte que se extiende de este a oeste justo al sur del ecuador del planeta Marte. Fue nombrado por el astrónomo francés Camille Flammarion a fines de la década de 1870.
En 1979-2001, la vecindad de esta característica (con un tamaño de aproximadamente 1.600 kilómetros (990 millas) y coordenadas del centro 7,12 ° S 4 ° E ) se denominó Terra Meridiani.

## Galería

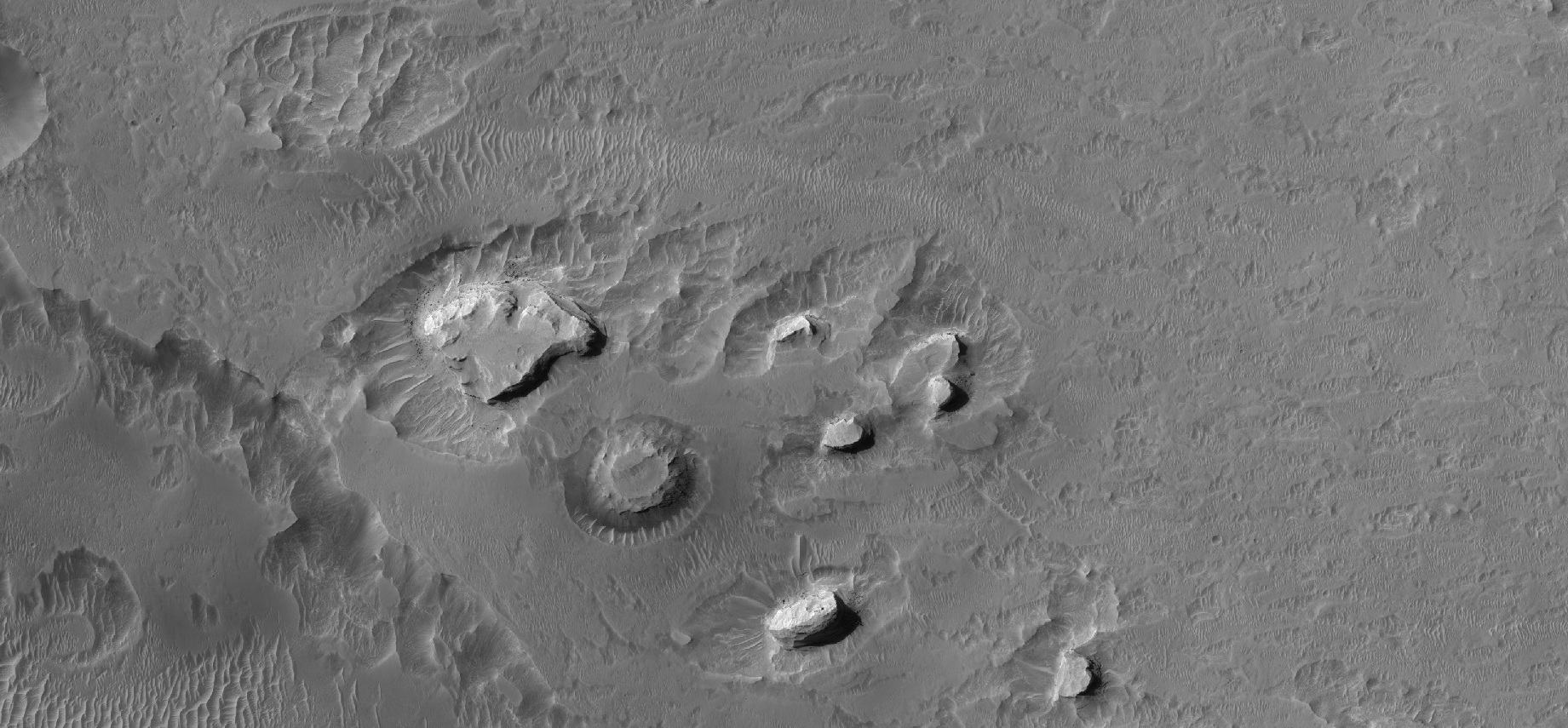
Mesas en capas en Sinus Meridian. Tomado por HiRISE bajo el programa HiWish.
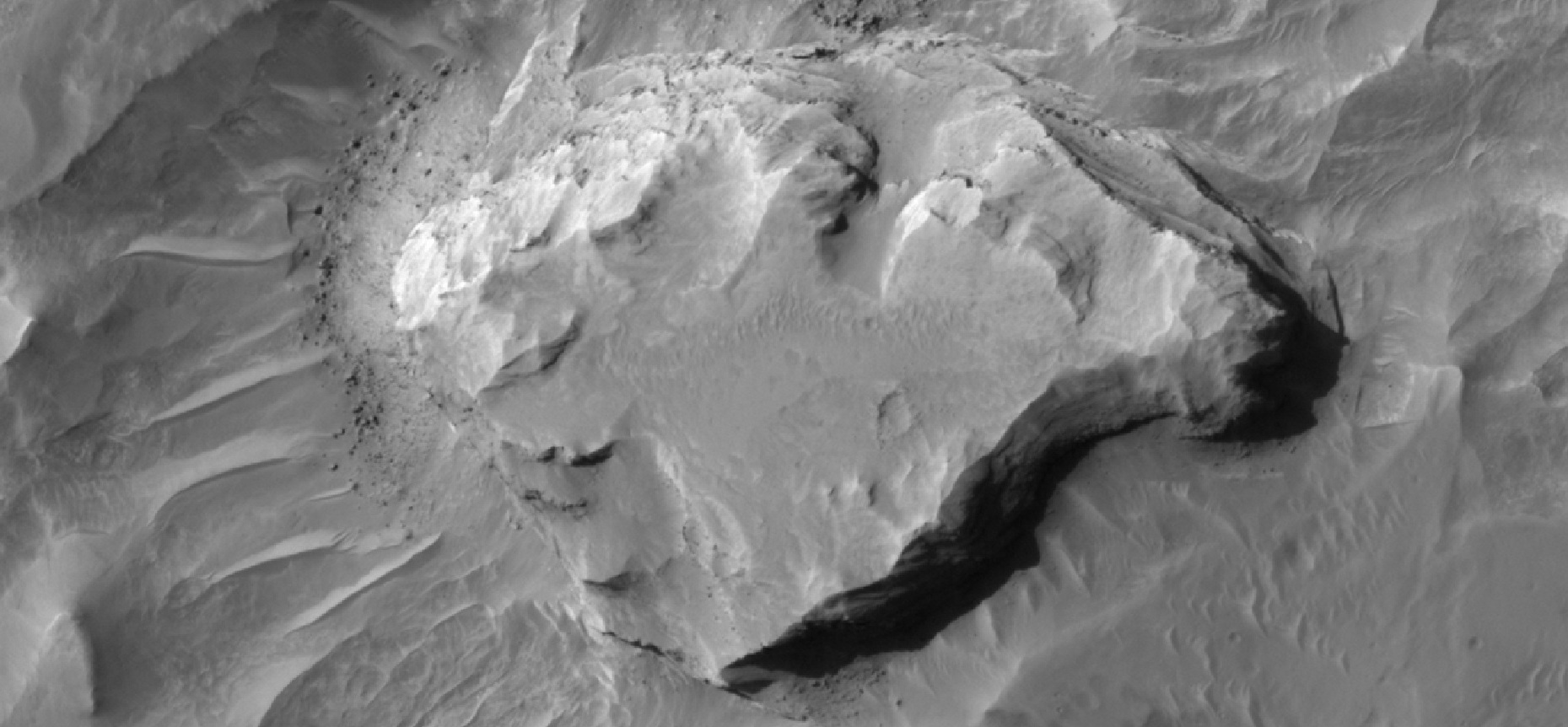
Primer plano de una de las mesas de la foto anterior que muestra las capas. Mesa puede ser los restos de un lago en el que se depositaron sedimentos. Tomado por HiRISE bajo el programa HiWish.
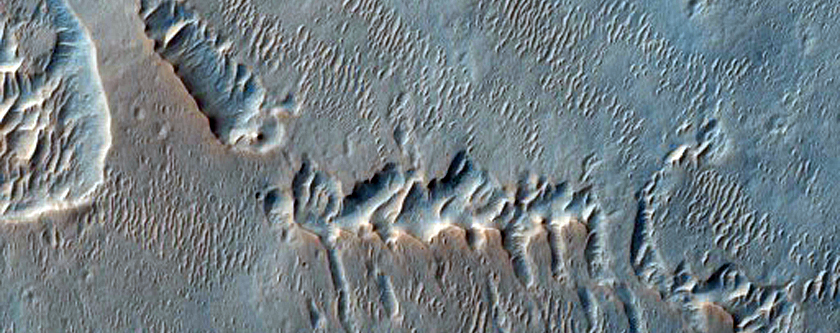
Crestas enigmáticas en Terra Meridiani de HiRISE, 2012. Terra Meridiani es una de las regiones más complejas de Marte.